# Desayuno de líderes
 Desayuno de líderes  es el decimoprimer capítulo de la segunda temporada de la serie dramática El ala oeste de la Casa Blanca.

## Argumento
Poco antes de comenzar una nueva temporada de sesiones, la Casa Blanca organiza un desayuno de líderes del Senado, y del Congreso, así como algunos miembros del gobierno y del equipo de la Casa Blanca. Todo sea por recuperar el espíritu de cooperación entre los partidos mayoritarios por el bien del ciudadano. Algo que posteriormente se demostrará como imposible.
Sam quiere trasladar las oficinas de prensa al otro lado de la calle para ampliar el espacio en el Ala Oeste y aprovechar una piscina que hay en los jardines que no se usa. Además, junto a Donna, trata de impresionar a una reputada columnista, molesta tras sufrir de Leo McGarry algunas bromas sobre su calzado. Conversando con ella Sam confundirá Kazajistán que tiene armamento nuclear ruso, con Kirguistán. Donna perderá literalmente las bragas charlando con ella, siendo estas devuelta mediante mensajero.
Mientras, Toby quiere negociar durante el desayuno con el representante de la mayoría (republicana). Para ello se entrevista con su asesora política. Toby quiere hablar de seguros médicos o del Salario Mínimo, mientras que la asesora, una vieja amiga quiere una rueda de prensa frente al capitolio. Esta cede en cuanto a los seguros, pero todo resulta ser una trampa, dejando a Toby en ridículo ante el enfado del Presidente. Se descubre que es una maniobra para dar publicidad al líder de la mayoría republicana, que quiere presentarse a Presidente de los Estados Unidos.

## Curiosidades
- En la escena cómica inicial, Josh y Sam intentan encender una chimenea en el Ala Oeste; todo será en vano, puesto que esta ha sido cegada y al llenarse las oficinas de humo, saltan las alarmas, despertando al Presidente. Este incidente está basado en un hecho real ocurrido durante la administración Kennedy.

## Enlaces
- Ficha en FormulaTv
- Enlace al Imdb
- Guía del Episodio (en inglés)

- Datos: Q7746505